# Alfred Milner
Alfred Milner, (sinds 1902) eerste burggraaf Milner (Gießen, 23 maart 1854 - Canterbury, 13 mei 1925) was een Brits politicus. Van 1897 tot 1905 was hij gouverneur van de Kaapkolonie en hoogcommissaris van Zuid-Afrika. Tijdens de Eerste Wereldoorlog maakte hij deel uit van het Brits oorlogskabinet van David Lloyd George.

## Leven
Milners vader was een naar Duitsland geëmigreerde arts, zijn moeder was dochter van een Britse generaal. Hij studeerde in Tübingen en Oxford, waar hij bevriend was met Arnold Toynbee. In de jaren 1880-1889 werkte hij aanvankelijk als journalist en werd vervolgens secretaris van de latere minister van financiën George Goschen. Tussen 1889 en 1892 bekleedde hij een koloniale functie in Egypte. De strakke hand waarmee consul Evelyn Baring daar de Britse heerschappij handhaafde zou hem later ten voorbeeld dienen in Zuid-Afrika.
Na enige jaren in Engeland werd Milner in 1897 door minister van koloniën Joseph Chamberlain benoemd tot gouverneur van de Kaapkolonie en hoogcommissaris van Zuid-Afrika. Daar kwam hij al snel in conflict met Paul Kruger, president van het naastgelegen Transvaal. In Transvaal waren goud en andere grondstoffen ontdekt waardoor het land al snel overspoeld werd door Britten en anderen die er hun geluk wilden beproeven. Kruger weigerde echter, tot ongenoegen van de Britten, om de nieuwe immigranten snel kiesrecht te verlenen. Milner saboteerde onderhandelingen tussen de Boeren enerzijds en Joseph Chamberlain anderzijds en stuurde zo aan op een militair treffen. Na een scherp ultimatum aan de Boeren verklaarde Kruger in 11 oktober 1899 de Britten de oorlog: het begin van de Tweede Boerenoorlog, die tot 1902 zou duren. Samen met Lord Kitchener zou Milner de hardnekkige tegenstand der Boeren uiteindelijk breken, gebruikmakend van de tactiek der verschroeide aarde en de eerste echte concentratiekampen.
In 1905 keerde Milner naar Engeland terug, om daar een beetje in de politieke luwte te gaan werken. Achter de schermen bleef hij voortdurend grote invloed houden op het Britse politieke leven. Hij hield zich met name bezig met het uitwerken van concepten voor het 'nieuwe' Engelse imperialisme. In het voetspoor van Cecil Rhodes ijverde hij voor een rijk van Kaap tot Caïro. Tijdens de Eerste Wereldoorlog, in 1916, werd hij door minister-president David Lloyd George benoemd tot minister zonder portefeuille in diens oorlogskabinet. In 1917 werd hij minister van oorlog en in deze hoedanigheid gold hij ook als de feitelijke initiator van de Balfour-verklaring. Aan het einde van de oorlog, na de Russische Revolutie maakte hij zich vooral sterk voor een harde opstelling tegen het communisme, dat hij als het nieuwe gevaar was gaan zien. In 1918 werd hij minister van koloniën en als zodanig was hij in 1919 ook een van de onderhandelaars tijdens de Vredesconferentie van Parijs. Hij was ook een van de ondertekenaars van het Verdrag van Versailles.
In 1921 trad Milner terug uit het politieke centrum en trouwde Violet Cecil, wier man kort daarvoor aan de Spaanse griep was overleden. Met Cecil had hij al sinds zijn ambtsperiode in Zuid-Afrika een relatie. In 1924 bezochten Milner en Cecil nogmaals Zuid-Afrika, waarbij hem zelfs een privétrein beschikbaar werd gesteld. Tijdens zijn verbleef daar werd hij echter gestoken door de tseetseevlieg. Milner kreeg hierdoor de slaapziekte, waaraan hij op 71-jarige leeftijd te Canterbury overleed.

### Biografie
- Terence O'Brien: Milner: Viscount Milner of St. James's and Cape Town, 1854-1925. Constable, 1979.
- J. Lee Thompson: Forgotten Patriot: A Life of Alfred, Viscount Milner of St. James's and Cape Town. Fairleigh Dickinson University Press, 2007.

### Algemeen
- Davenport, T.R.H.,  Africa. A modern history, 1978
- Adam Hochschild: Verzet en eendracht; de groote oorlog 1914-1918. Meulenhoff, Amsterdam, 2011. ISBN 9789029087810
- Nasson, Bill, De Boerenoorlog 1899-1902, Verloren, Hilversum, 1999
- Pakenham, Th., The Boer war, 1981
- Pakenham, Th., The scramble for Africa 1876-1912, London, Abacus 1991
- Wesseling, H.L., Verdeel en heers. De deling van Africa 1880-1914, Amsterdam, Bert Bakker 1991
- Wilson, M. en L. (eds.), The Oxford history of South-Africa II: 1870-1966, Oxford, Clarendon 1971